# Brouviller
Brouviller (deutsch Brauweiler) ist eine französische Gemeinde mit 420 Einwohnern (Stand 1. Januar 2022) im Département Moselle in der Region Grand Est (bis 2015 Lothringen). Sie gehört zum Arrondissement Sarrebourg-Château-Salins und zum Kanton Phalsbourg.

## Geografie
Brouviller liegt etwa neun Kilometer nordöstlich von Sarrebourg auf einer Höhe zwischen 268 und 348 m über dem Meeresspiegel. Das Gemeindegebiet umfasst 11,13 km². Umgeben wird Brouviller von den Nachbargemeinden Hérange im Nordosten, Bourscheid im Osten, Saint-Jean-Kourtzerode, Waltembourg und Henridorff im Südosten, Arzviller und Hommarting im Süden, Réding im Südwesten sowie Lixheim im Westen und Nordwesten. Im Norden der Gemeinde Brouviller wird die Bahnstrecke Réding–Diemeringen von der Hochgeschwindigkeits-Strecke Paris-Strasbourg gekreuzt. Im Süden der Gemeinde verläuft die autobahnartig ausgebaute RN 4.

## Geschichte
Die Rosen von Lixheim im Wappen von Brouviller erinnern an die Zugehörigkeit zum ehemaligen Fürstentum Lixheim. Die Taube ist das Wahrzeichen von St. Remigius, dem Schutzpatron der Gemeinde.

### Bevölkerungsentwicklung

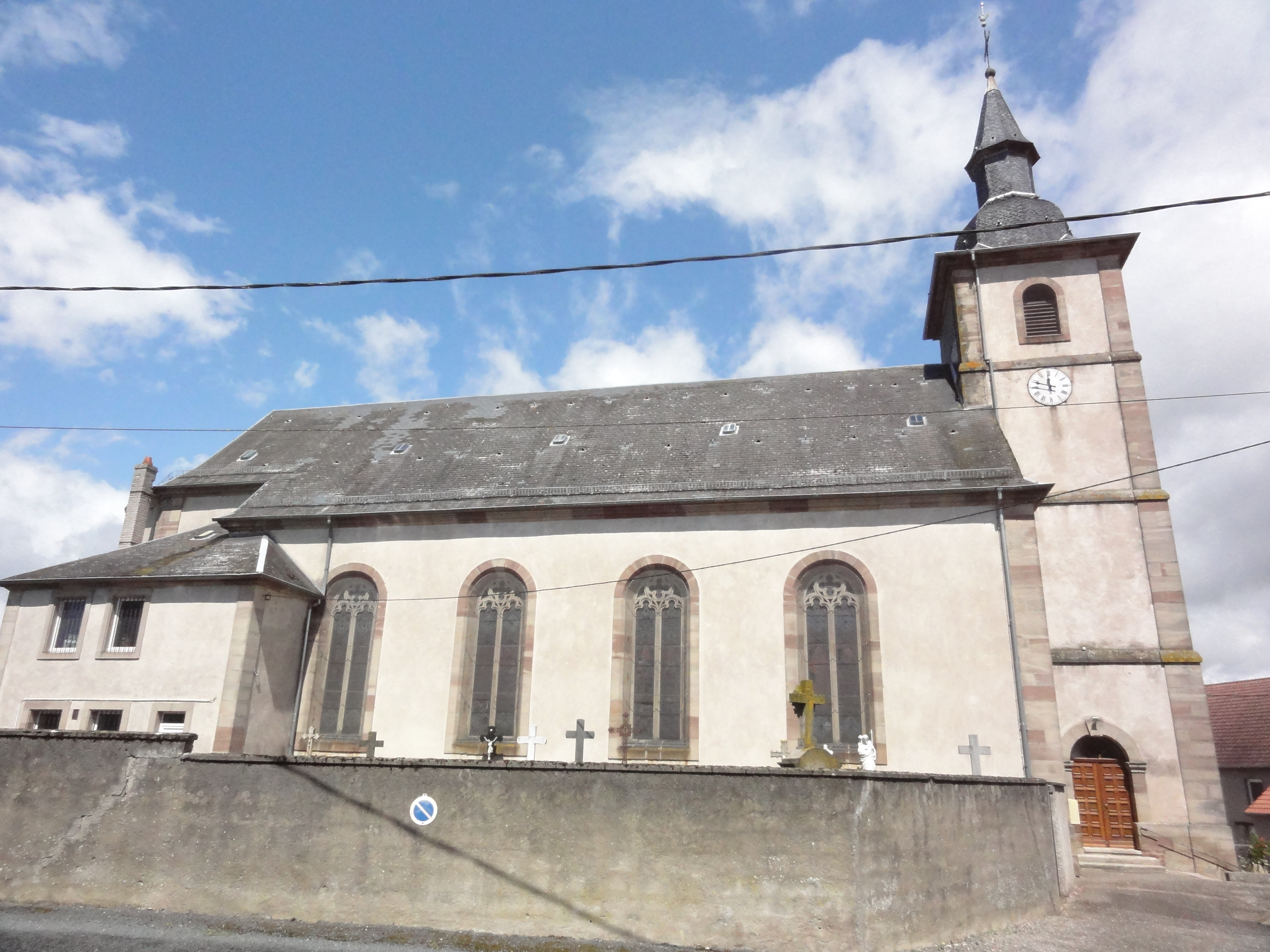
Kirche St. Remigius

| Jahr      | 1962 | 1968 | 1975 | 1982 | 1990 | 1999 | 2007 | 2019 |
| --------- | ---- | ---- | ---- | ---- | ---- | ---- | ---- | ---- |
| Einwohner | 385  | 400  | 370  | 354  | 338  | 389  | 430  | 425  |

## Belege
1. ↑  Wappenbeschreibung auf genealogie-lorraine.fr (französisch)